# Brachiaria tanimbarensis
Brachiaria tanimbarensis är en gräsart som beskrevs av Jisaburo Ohwi. Brachiaria tanimbarensis ingår i släktet Brachiaria och familjen gräs.
Artens utbredningsområde är Moluckerna. Inga underarter finns listade i Catalogue of Life.